# Gernot Weitzl

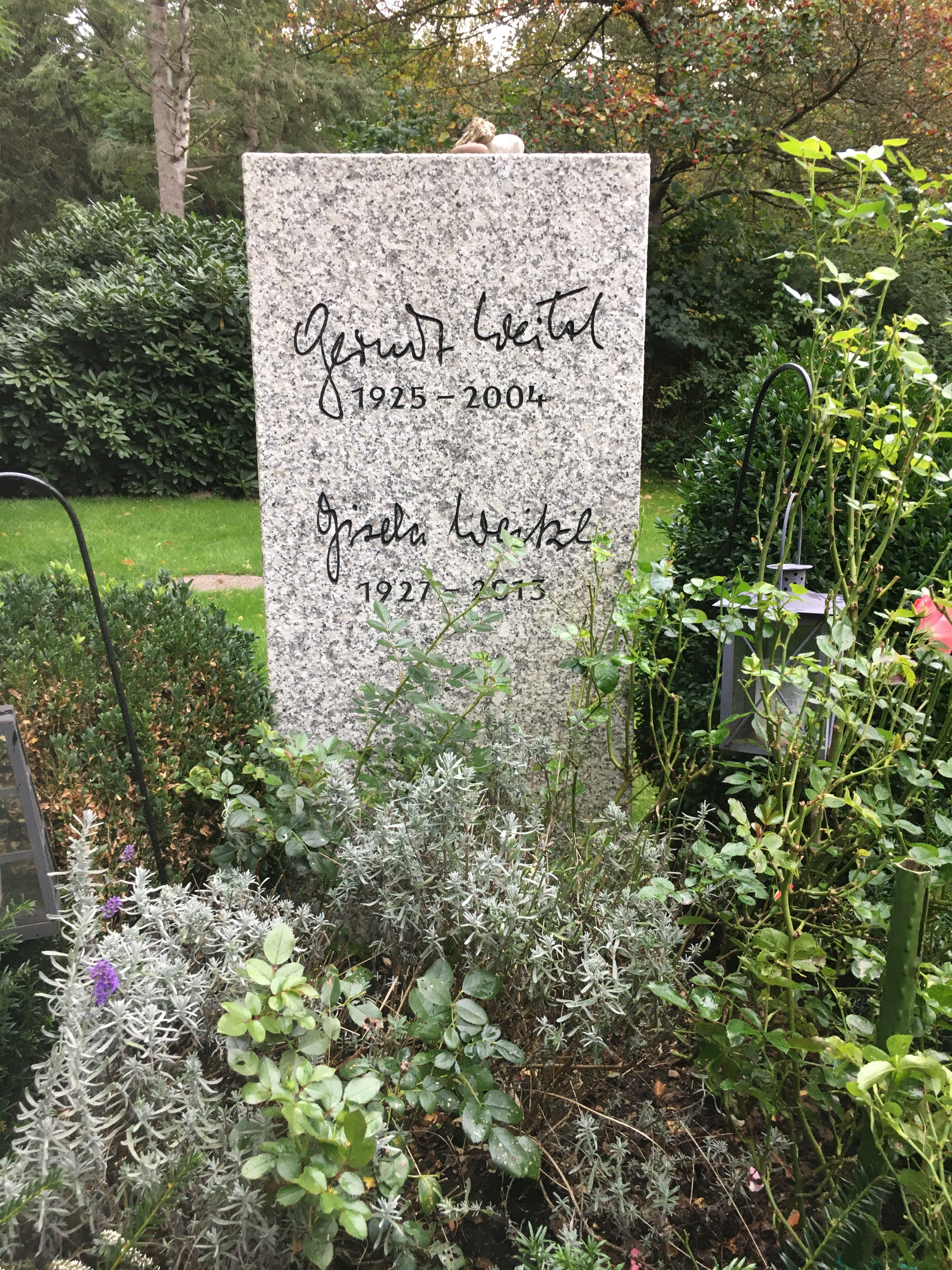
Grabstätte Gernot Weitzl auf dem Friedhof Ohlsdorf

Gernot Weitzl (* 26. Oktober 1925  in Wiener Neustadt; †  30. November 2004 in Brietlingen) war ein deutscher Regisseur und Rundfunkredakteur; er war der Erfinder der Radio-Sendereihe Neues aus Waldhagen.

## Leben
Gernot Weitzl legte 1943 das Notabitur ab und wurde unmittelbar danach zur Wehrmacht eingezogen. Im Kriegsverlauf geriet er in britische Kriegsgefangenschaft und wurde im Sommer 1945 entlassen. Im Jahr 1946 begann er ein Studium der Pädagogik an der Kant-Hochschule Braunschweig und schloss es 1948 mit dem 1. Staatsexamen ab. Nach einer Tätigkeit als Grundschullehrer legte er 1951 das 2. Staatsexamen ab und arbeitete zunächst als Redakteur in der Schulfunk-Abteilung des Nordwestdeutschen Rundfunks (NWDR).
Am 11. November 1955 strahlten die Sender des Norddeutschen Rundfunks (NDR) erstmals die Sendung Neues aus Waldhagen aus, „deren Ideengeber Gernot Weitzl war“. Im Verlauf seiner weiteren Tätigkeit übernahm Weitzl auch die Regie zu einigen Hörspielen.
Gernot Weitzl verstarb am 30. November 2004 und wurde auf dem Friedhof Ohlsdorf im Planquadrat Bs 67 in Hamburg bestattet.

## Regie – Hörspiel (Auswahl)
- 1958: Ein unbedachter Kauf (1. Teil) – mit Karl Otto Ragotzky und Hilde Sicks
- 1958: Ein seltener Fund (1. Teil: Wem gehört der Schatz?) – mit Carl Voscherau
- 1958: Ein seltener Fund (2. Teil: Spuren der Vergangenheit)

## Publikationen (Auswahl)
- Gernot Weitzl: Denkübungen als Erziehungsmittel. Zu der Schulfunk-Sendereihe „Neues aus Waldhagen“ des Norddeutschen Rundfunks, in: Rundfunk und Fernsehen, Jg. 14 (1966), S. 378–380.
- Hans-Eberhard Zaunitzer, Gernot Weitzl: Die Europäische Gemeinschaft, Schulfunk. Norddeutsche Verlagsgesellschaft, Lübeck 1966.